# Młodynie (gromada)
Młodynie (od 31 XII 1964 do ?? Młodynie Dolne) – dawna gromada, czyli najmniejsza jednostka podziału terytorialnego Polskiej Rzeczypospolitej Ludowej w latach 1954–1972.
Gromady, z gromadzkimi radami narodowymi (GRN) jako organami władzy najniższego stopnia na wsi, funkcjonowały od reformy reorganizującej administrację wiejską przeprowadzonej jesienią 1954 do momentu ich zniesienia z dniem 1 stycznia 1973, tym samym wypierając organizację gminną w latach 1954–1972.
Gromadę Młodynie siedzibą GRN w Młodyniach (w obecnym brzmieniu Młodynie Dolne) utworzono – jako jedną z 8759 gromad na obszarze Polski – w powiecie radomskim w woj. kieleckim, na mocy uchwały nr 13i/54 WRN w Kielcach z dnia 29 września 1954. W skład jednostki weszły obszary dotychczasowych gromad Młodynie Dolne, Młodynie, Bukówno (bez kol. Kozłów) i Kadłubska Wola oraz kol. Śliwiny z dotychczasowej gromady Czarnocin ze zniesionej gminy Radzanów w tymże powiecie. Dla gromady ustalono 16 członków gromadzkiej rady narodowej.
1 stycznia 1956 gromada weszła w skład nowo utworzonego powiatu białobrzeskiego w tymże województwie.
31 grudnia 1964 nazwę gromady Młodynie zmieniono na gromada Młodynie Dolne.
Gromadę zniesiono 1 stycznia 1969, a jej obszar włączono do gromady Radzanów.